# José Luján
José Félix Luján Feijoo, noto semplicemente come José Luján (Trujillo, 12 gennaio 1997), è un calciatore peruviano, difensore dell'UTC Cajamarca.

## Caratteristiche tecniche
È un difensore centrale.

## Carriera

### Club
Cresciuto nelle giovanili dell'Univ. San Martín, ha esordito in prima squadra il 15 aprile 2017 disputando l'incontro di Campeonato Descentralizado perso 2-1 contro l'Academia Cantolao.

### Nazionale
Con la nazionale Under-20 peruviana ha preso parte al Sudamericano Under-20 2017.